# 井手コウジ
井手 コウジ（いで こうじ、本名・旧名：井手 功二（読み同じ）、1971年1月11日 - ）は東京都大田区出身の作詞家・作曲家・歌手・ラジオパーソナリティ。

## 略歴
1994年にアミューズ所属のラップユニット「ブランニューモンキーズ」でメジャーデビュー。1995年からは、ニッポン放送「井手功二のゲルゲットショッキングセンター」のパーソナリティを勤め、「カリスマラジオパーソナリティ」の異名を持つ。1997年にベーシスト高砂圭司と「チャーミースマイル&グリーンヘッド（チャミグリ！）」を結成。
ブランニュー・モンキーズ時代から他アーティストへの楽曲提供・プロデュースなどを行う。
また、アニメへの造詣が深いことからアニメソングをパンク・ロック風に演奏する「アニパンク」のプロデュースや、パーソナリティをつとめた「ゲルゲットショッキングセンター」で当時大流行した「新世紀エヴァンゲリオン」をいち早く取り上げ、ゲストに声優やプロデューサーを呼んだり、本を出す等、ブームに一役買った。
チャーミースマイル&グリーンヘッド解散後は「井手コウジ」に改名し、多くのアーティストへの楽曲提供やプロデューサーとして活動をしている。
2009年より、自らがプロデュースしたサガユウキ、DEL、チャミグリ！時代からの盟友横瀬卓哉とともに、音楽ユニット"シジマサウンズ"を結成し、ベーシスト兼コンポーザーとして活躍している。
2011年、GUHROOVYの内堀彰と「Katana sounds」を結成。

## 提供作品
相川七瀬
- 「GLORY DAYS」（Rap詞）

寿美菜子
- 「Ivory」（作詞・作曲・編曲）

サガユウキ
- 「霙 -mizore-」（サガユウキと共作詞）
- 「銀河の夢」（作詞・作曲）
- 「水色の風」（サガユウキと共作詞）
- 「初雪」（サガユウキと共作詞・共作曲）
- 「飛ばない鳥 -Seagull doesn't fly-」（サガユウキと共作詞・共作曲）
- 「アマオト」（サガユウキと共作詞・共作曲）
- 「アイラヴユー」（サガユウキと共作詞・共作曲）
- 「Iha」（作詞・共作曲）（作曲はサガユウキと共同）

私立恵比寿中学
- 「キャンディロッガー」（作詞・作曲・編曲・ギター・ベース・キーボード）
- 「大漁恵比寿節」（作詞・作曲・編曲・プログラミング・ギター）

Chu-Z
- 「ギミアチャンス!」（作詞・作曲・編曲）
- 「名もなき花達よ」（作詞・作曲・編曲）
- 「1/4の胸の衝動」（作詞・作曲・編曲）
- 「ボンバスティック!」（作詞・作曲・編曲）
- 「IROHA MUSIK」（作詞・作曲・編曲）
- 「LUCKY☆STAR」（作詞・作曲・編曲）
- 「フェイバリット・スマイル」（作詞・作曲・編曲）
- 「Meow!」（作詞・作曲）
- 「Keep Me Out Of Heaven」（作詞・作曲）

東京CuteCute
- 「音楽と恋、まるでラプソディ。」（作詞・作曲・編曲）
- 「未完成の少女」（作詞・作曲・編曲）

乃木坂46
- 「乃木坂の詩」（作曲・編曲）

PaniCrew
- 「FANTASTIC VOYAGE」（作詞）
- 「夜ノトビラ」（編曲）
- 「SWEAT & TEARS」（作詞・作曲・編曲）
- 「風神 〜God of Wind〜」（作詞）
- 「la carnaval」（作詞・作曲・編曲）
- 「冒険者」（作詞・作曲）
- 「Shake Your Rump」（作詞・作曲）
- 「NOTORIOUS」（作詞）
- 「威風堂々 〜十年後のBASKET BALL〜」（作詞・作曲・編曲）
- 「Turn Up The Music」（作詞・作曲・編曲）
- 「はてはて? 一週間」（作詞・作曲・編曲）
- 「My Little Step」（作詞）
- 「LILY」（作詞・作曲・共編曲）（編曲は永井誠一郎と共同）
- 「Friendship」（作詞・作曲・共編曲）（編曲は米光亮と共同）
- 「ウィンド・ブレイカー 〜星のない夜空の下で〜」（作詞）
- 「ONE+LOVE WORLD」（作詞）

日南響子
- 「Save me」（作詞・作曲）

Pimm's
- 「ムカ着火ファイヤー」（作詞・作曲）

藤木直人
- 「クローバー」（作詞・作曲）
- 「HEY! FRIENDS」（作詞・作曲）
- 「No Problem!」（作詞）
- 「arrow」（作詞・作曲・編曲）
- 「七色」（作詞・作曲）
- 「Tactics」（作詞・作曲・編曲）
- 「Horizon」（作詞・作曲）
- 「years」（藤木直人と共作詞）
- 「SAMURAI FUNK」（作詞・作曲・編曲）
- 「陽はまた昇る」（作詞・作曲）
- 「プラネタリウム」（作詞・作曲）
- 「ウインターワンダーラヴ」（作詞・作曲）
- 「Steppin' Stone」（作詞・作曲）
- 「星屑の海」（作詞・作曲・編曲）
- 「Sounds Of The Sun」（作詞・作曲）
- 「月世界」（作詞・作曲）

sona
- 「Love, Again」（作詞・作曲）

RAG FAIR
- 「降りそうな幾億の星の夜」（共作詞・作曲）（作詞は引地洋輔と共同）
- 「君のために僕が盾になろう」（共作詞・作曲）（作詞は引地洋輔と共同）
- 「ハピ☆ラキ♪ビューティー」（作曲）

ねば〜る君
- 「なっとう体操 / ねばダブステップ」※配信限定
  - 「なっとう体操」（作詞・作曲・編曲）
  - 「ねばダブステップ」（作詞・作曲）

歌 - ねば〜る君＆PaniCrew
7ORDER
「agitate」
「カシス」（長妻怜央、阿部顕嵐のユニット曲）

### ジャニーズ事務所関連
- SMAP
  - 「SUMMER GATE」（作詞・作曲）
  - 「トイレットペッパーマン 」（共作詞・共作曲）（作詞は中居正広、作曲は中居、米光亮と共同）
  - 「ブリブリマン」（中居と共作詞）

- V6
  - 「Swing!」（作詞・作曲）

- KinKi Kids
  - 「ミゾレ」（作詞・作曲）
  - 「星のロマンティカ」（作詞・作曲・コーラスアレンジ）
  - 「涙、ひとひら」（作詞・作曲）
  - 「鼓動、千々に」（作詞・作曲）
  - 「Bonnie Butterfly」（作詞・作曲・共編曲）（編曲は米光亮と共同）
  - 「Arabesque 〜千夜一夜の夢〜」（作詞・作曲）
  - 「Get it on」（作曲）
  - 「2nd Movement」（作詞・作曲）
  - 「Morning Glory」（作詞）
  - 「僕だけの椅子」（作詞・作曲・編曲）
  - 「Million Secrets Of Love」（作詞・編曲）

- タッキー&翼
  - 「Mermaid」（作詞）

- NEWS
  - 「希望 〜Yell〜」（作詞・作曲・編曲）
  - 「Fiesta」（作詞・作曲）

- Hey! Say! JUMP
  - 「パステル」（作詞・作曲・共編曲）（編曲は間瀬真生と共同）

- Sexy Zone
  - 「君にHITOMEBORE」（作曲）
  - 「桜咲くColor」（作詞・作曲）

- A.B.C-Z
  - 「Vanilla」（作詞・作曲）
  - 「In The Name Of Love 〜誓い」（作詞・作曲・編曲）
  - 「Lily-White」（作詞・作曲・編曲）
  - 「ツカズハナレズ」（編曲）
  - 「Sweet Addiction」（作詞）
  - 「fragrance」（作詞・作曲・編曲）

- ふぉ〜ゆ〜
  - 「Velvet Touch」（作詞・作曲）

## アニメ作品
- ラグーンエンジン※ドラマCD
  - 「カ・ガ・ヤ・ケ！」（イメージソング）
作詞：井手コウジ/ 作曲：飯田健彦/ 編曲：石塚知生/歌：田村翔

- あたしンち
  - 「Let's Go! あたしンち」（2ndエンディングテーマ）
作詞：けらえいこ、井手コウジ/ 作曲：井手コウジ/ 編曲：鎌田雅人/歌：ザ・タチバナーズ（渡辺久美子、折笠富美子、阪口大助、緒方賢一）

- ラブゲッCHU 〜ミラクル声優白書〜
  - 「なないろなでしこ」（第1話 - 第23話・第25話）
作詞・作曲 - 井手コウジ/ 編曲：鎌田雅人/ 歌：高本めぐみ（第1話 - 第7話）・Sister×Sisters（高本めぐみ、新谷良子、落合祐里香、坂本梓馬、山本麻里安）（第8話 - 第25話）

- 劇場版 遙かなる時空の中で 舞一夜
  - 「はらり、ひらり」
作詞・作曲 - 井手コウジ/ 編曲：鈴木雅也/ 歌：sona

- Over Drive
  - 「恋涼み」（2ndエンディングテーマ）
作詞・作曲 - 井手コウジ/ 編曲：鎌田雅人/ 歌：DEL

## 出演番組
- ゲルゲットショッキングセンター （1996年11月 - 1999年3月、ニッポン放送）
- オールナイトニッポンモバイル スペシャル 井手コウジとクールKのゲルゲットショッキングセンター（2009年9月 - 、ニッポン放送）
- いとしの未来ちゃん（テレビ朝日） - 第4話
- ファントマ2（1998年4月 - 9月、テレビ神奈川）
- @llnightnippon.com 井手功二のゲリラ・オン・ナイト（1999年4月 - 9月、ニッポン放送）
- ザ・個室関係（毎日放送）
- saku saku morning call（2000年1月 - 9月、テレビ神奈川）
- 蔵出し（2001年1月 - 9月、テレビ東京）
- 歌スタ!!（日本テレビ） - ウタイビトハンターとして月2回ほど出演、同番組で「井手方式」という用語を生み出したが、版権トラブル（本記事参照）により出演を自粛している。